# BAFTA de melhor curta-metragem de animação
O BAFTA de Melhor Curta-Metragem de Animação (no original, em inglês: BAFTA Award for Best Short Animation) é um dos prêmios concebidos anualmente na cerimônia, que reconhece o trabalho de cineastas de filme de animação.